# Radermachera coriacea
Radermachera coriacea là một loài thực vật có hoa trong họ Chùm ớt. Loài này được Merr. miêu tả khoa học đầu tiên năm 1908.